# 劉安 (三国志演義)
劉 安（りゅう あん）は『三国志演義』の第十九回に登場する架空の人物。劉備を匿う猟師の男。
呂布に破れた劉備が曹操の下へ逃亡する最中に出会った人物。劉安はもてなしのため肉料理を出すと劉備から何の肉か尋ねられ、狼の肉と答えた。翌朝、劉備は厨房で腕の肉を切り取られた女性の死体を発見して驚き、劉安を問い詰めると、彼は食べ物が無かった為、妻を殺してその肉を提供したと話した。劉備は悲しみにたえきれず涙を流した。劉安は年老いた母を残して御供するわけにはいかないと別れを告げた。後日、劉備が曹操に会ってその経緯を説明すると、曹操は立派な行いと称え、孫乾を使者として金百両を与えた。
この話は現代の日本人にとって共感出来ないエピソードととられるため、吉川英治は『三国志』執筆の際、鉢木を引き合いに出してこの話の解説をしている。